# エイレーネー (東ローマ女帝)
エイレーネー“アテナイア”（ギリシア語：Ἐιρήνη ἡ Ἀθηναία, Eirēnē hē Athēnaiā、752年 - 803年8月9日）は、東ローマ帝国イサウリア王朝の第5代皇帝（在位：797年 - 802年）。同王朝第3代皇帝レオーン4世の皇后で、第4代皇帝コンスタンティノス6世の生母。ローマ帝国史上初の女帝である。中世ギリシア語読みでは「イリニ」で、「平和」の意である。渾名の“アテナイア”は「アテナイ人」の意であり、生地がアテナイであったことによる。

## 生涯

### 前半生
エイレーネーはアテナイ出身であったとされる。生い立ちについての資料は残されていないが、『テオファネス年代記』では孤児であったとエイレーネー自身が告白したことが記録されている。
769年、16ないし17歳のエイレーネーは、皇太子であったレオーン4世の后となるため、アテナイよりヒエレイア宮殿に入りコンスタンティノープルへ向かったとされる。
レオーン4世との結婚は聖ステファノス聖堂で行われた。
この結婚に際し、アテナイ出身であった彼女は聖画像への崇敬を行っていたが、夫となるレオーン4世は聖像破壊運動（イコノクラスム）を進めていたため、聖像崇敬を行わないよう誓うこととなった。
結婚の翌年である771年1月14日、コンスタンティノス6世を産んだ。
775年にコンスタンティノス5世がブルガリア遠征中に死去し、夫のレオーン4世が皇帝を継承したことで、エイレーネーは皇后となった。

### 即位

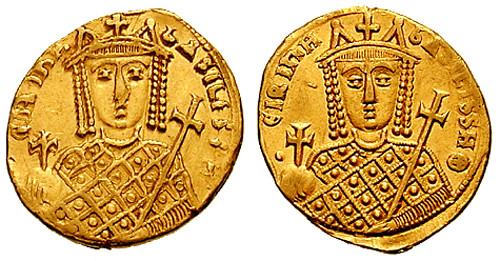
エイレーネーのノミスマ金貨

780年、夫レオーン4世が死去したため、子のコンスタンティノス6世がわずか9歳で即位することとなった。コンスタンティノス5世を崇拝していたレオーンの異母弟たちが後ろ盾として機能するはずであったが、レオーン4世の義弟を旗印にクーデターが画策されたことなどから、エイレーネーが摂政に就任し、政治を執りしきった。
しかしコンスタンティノスが長ずるにつれ彼女の意に沿わなくなり、母子の仲は徐々に険悪になっていった。790年にいったんはコンスタンティノスが実権を掌握したものの、792年のブルガリア遠征の失敗などから人望を失った。797年、エイレーネーは軍を動かしてコンスタンティノス6世を捕らえ、実子であるコンスタンティノスの目をくりぬいた上で追放し、同年8月にローマ皇帝史上初の女帝として即位した。しかし、この前例のない即位は帝国西方では僭称として認められず、800年にはローマ教皇レオ3世によってフランク王国の国王カール大帝が、エイレーネーに代わるコンスタンティノス6世の正統な後継者としてローマ皇帝に戴冠された。

### 失脚
ローマ皇帝として戴冠されたカール大帝は、自らの称号を認めるよう東ローマ帝国へ使節を送った。この交渉でエイレーネーは、自身の女帝即位について帝国西方での承認を取り付けるべく、自分とカールとの結婚を提案した。ローマ帝国を統一するこの結婚にエイレーネーは乗り気であったし、カールの側でも提案を好意的に受け止めたという。しかし、失政（詳しくは 政策 の項を参照）の続くエイレーネーの求心力の低下とフランク人への反発によりエイレーネーへの反対勢力が強まり、802年10月31日にエイレーネーは財務長官ニケフォロスの宮廷クーデターによって廃位された。これにより、イサウリア朝は断絶した。こののち、ニケフォロスはニケフォロス1世として即位し、ニケフォロス朝が始まった。
802年11月、エイレーネーはレスボス島へ追放され、翌803年8月9日に死去した。9世紀後半、エイレーネーの遺骸は歴代の皇帝の墓所とされている聖使徒教会へと移された。こののち、ギリシア正教の聖人とされている。

## 政策
即位の経緯や女性であることから、帝国西方において彼女の皇帝称号は僭称として認められなかった。ローマ教皇レオ3世は「コンスタンティノス6世の廃位によって正統なローマ皇帝は絶えた」と解釈し、エイレーネーの即位を無効としてローマ皇帝は空位の状態にあるとみなした。そして、800年のサン・ピエトロ大聖堂でのクリスマス・ミサの際、フランク王国の国王カールを「ローマ皇帝」として戴冠した。これによって、ローマ皇帝の唯一の継承者としての東ローマ皇帝の威信は大きく傷つけられた。
また、彼女は帝国の西方に限らず東方においても必ずしも人望があるわけではなかった。地方のテマは彼女を皇帝と認めず反乱を起こし、皇帝直属のタグマタですら彼女には批判的であった。彼らはエイレーネーの政策を実力で妨害し、彼女を廃位したクーデタにも参加していた。エイレーネーは人望を得るために大幅な減税政策を採用し、教会・修道院への援助、貧民への慈善事業などを行ったが、これにより帝国財政の破綻を招いた。さらにイコン破壊派であったテマの長官を廃するなど、イコン破壊派に対して徹底的な弾圧を行なったため、帝国軍の弱体化を招いた。即位の翌年から始まったアッバース朝の小アジア侵攻を許すことになり、帝国領は次第に削られていった。

### 宗教政策
シリア出身のイサウリア王朝の諸帝はイコノクラスムを推し進めてきたが、かつてのギリシア古典文化の中心地アテネの出身であったエイレーネーはイコノクラスムに反対であり、夫を懐柔して破壊政策を緩和してきた。784年、コンスタンティノポリス総主教のパヴロス4世が引退すると、エイレーネーは後継として俗人で官吏であったタラシオスを次の総主教に据えた。タラシオスはローマ教皇のハドリアヌス1世と連絡を取り合い、787年の第2ニカイア公会議を開催した。この公会議ではタラシオスが進行役となり、イコノクラスムを根拠付けた754年のヒエレイア教会会議の決議は無効とされ、イコノクラスムを異端として宣告、聖像崇敬は公式に認められることとなった。これにより、エイレーネーはイコンに描かれ、テオドルスにより作られた修道院などでは聖人として扱われている。またサン・マルコ寺院のパラ・ドーロの装飾にあるイエス・キリスト（中央）の真下の人物3人のうちの右にエイレーネーが描かれている。